# Gaya Motor
Die PT. Gaya Motor ist ein seit dem 3. Februar 1927 existierender Automobil- und Nutzfahrzeughersteller mit Unternehmenssitz in Jakarta, Indonesien. 1998 wurde das Werk von der PT. Astra Daihatsu Motor aufgekauft. Seither ist es eine einhundertprozentige Tochtergesellschaft der PT. Astra International Tbk. und das derzeit größte Werk des Konzerns.

## Unternehmensgeschichte

### Ein Teil der General Motors

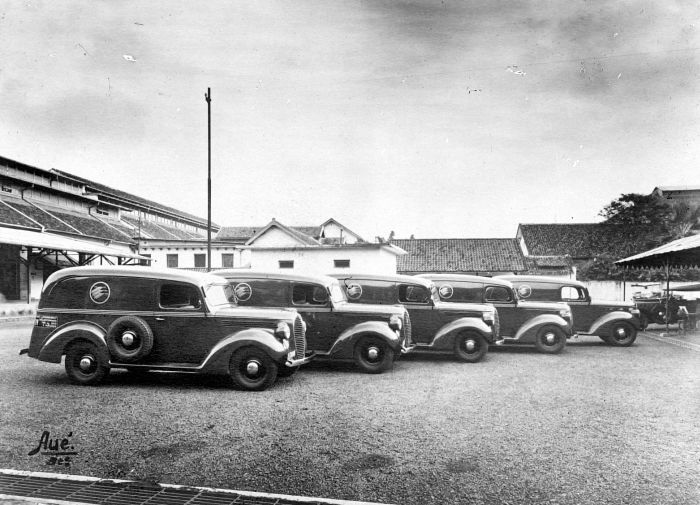
Postbusse der Marke Chevrolet im Zentrum Batavias

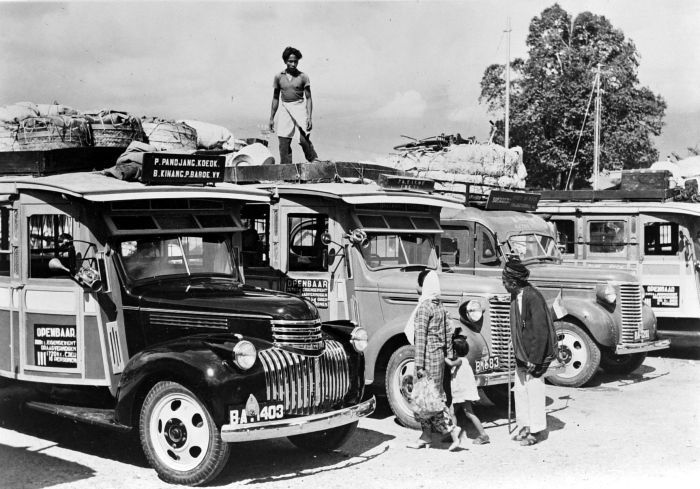
Chevrolet-Linienbusse auf Sumatra

In seiner Anfangsphase war das Unternehmen eine einhundertprozentige Tochtergesellschaft der General Motors Company. Die damalige KN Gaya Motor war zu jener Zeit der erste Produktionsstandort des amerikanischen Konzerns im asiatischen Raum und unterlag den gültigen gesetzlichen Vorschriften Niederländisch-Ostindiens. Als Handelsorganisation selbst war General Motors auf dem lokalen Markt bereits seit 1915 vertreten. Als einziger ernst zu nehmender Konkurrent galt die Ford Malaya aus den Föderierten Malaiischen Staaten. Gebaut wurde hier zunächst das Chevrolet-Modell Capitol, das später durch die neuen Modelle Coach, Confederate, Master, Master Deluxe, Master Imperial, International wie auch dem Standard und Universal ersetzt worden war. Ab 1930 trug das Unternehmen nach einer Umbenennung den Namen N.V. General Motors Java Handel Mij.

### Während des Zweiten Weltkrieges
Nach der Verkündung zur Teilnahme am Zweiten Weltkrieg seitens der Vereinigten Staaten und den Niederlanden vom 8. Dezember 1941 wurden alle Maschinen und Gerätschaften des Werkes von der niederländischen Armee requiriert. Damit sollte verhindert werden, dass sie in feindliche Hände fielen. Das Unternehmen wurde unterdessen mitsamt seiner verbleibenden Einrichtung in die Nähe der Stadt Surakarta (Solo) verlagert.
Doch die Japaner besetzten die Insel Java während des Pazifikkrieges und gaben am 9. März 1942 die offizielle Okkupation bekannt. Unter militärischem Befehl wurden am 24. März 1942 alle Maschinen und Geräte vernichtet. Die amerikanischen und britischen Militärs waren währenddessen alle interniert. Zum Jahresende erteilte der amerikanische Mutterkonzern eine Investition zum Wiederaufbau der Produktionsanlagen der intern genannten Batavia-Abteilung.

### Der Wiederaufbau
Der Wiederaufbau begann aber erst nach Beendigung des Zweiten Weltkrieges, damit sich ein solches finanzielles Desaster nicht wiederholen konnte. 1946 wurde die Produktion in Indonesien fortgesetzt.
Während des Neubeginns arbeiteten 1012 Arbeitnehmer in dem Unternehmen, das eines der wichtigsten Wirtschaftsunternehmen des Landes war. Über die 41 Vertragshändler und den Aufbau einer Werkstatt- und Tankstellenkette konnten so weitere 3500 Arbeitsplätze geschaffen werden. Die vorwiegende Produktion lag in Anbetracht der Kriegszerstörungen nun bei der Produktion von Lastkraftwagen, Bussen und Pickups. Die Pkw-Produktion machte in etwa nur ein Viertel der Gesamtproduktion aus. Darüber hinaus wurden nach dem Kriegsende rund 1800 Fahrzeuge aus der Vorkriegszeit repariert. Alleine von 1946 bis 1953 stellte das indonesische Werk 23.471 Fahrzeuge her. Die wichtigsten Produkte zu dieser Zeit waren der 210, die PV-Serie wie auch der Advance Design.

### Die Liquidation
Bei einem Treffen der Aktionäre am 14. April 1956 wurde beschlossen, die nur noch auf dem Papier existierende Gesellschaft aufzulösen. Dabei wurden der Wohnsitz des damaligen Unternehmensleiters, die Betriebs- und Geschäftsausstattung sowie sechs zu dem Betrieb gehörende Gebäude an die US-Botschaft verkauft. Der Saldo der Vermögenswerte in den Büchern von GM Java wie auch die verbleibenden Gebäude mitsamt Grundstück wurden bereits im April 1955 an das neu formierte Staatsunternehmen der PT. Gaya Motor abgetreten.

### Neubeginn mit BMW unter National Astra Motor
Unter der staatlichen Neuordnung suchte das Unternehmen nun einen Partner für die Weiterführung der Automobilproduktion. Unter dem Mangel an Investitionen veraltete schließlich die Ausrüstung, sodass auch der Wert des Werkes rasch an Wert verlor. 1957 kaufte die PT. National Astra Motor mit einer Summe von einer Million US-Dollar 60 Prozent des Werkes auf. 1962 wurden die ersten ernst zu nehmenden Verhandlungen aufgenommen. Im Sommer 1967 konnte das Unternehmen seine Arbeit aufnehmen. Zu dieser Zeit stand es teilweise unter der Kontrolle der als Holdinggesellschaft operierenden Jardine Matheson Holdings Ltd., die die Verhandlungen mit der PT. Tjahja Sakti Motor, einer lokalen Handelsniederlassung der Bayerische Motoren Werke AG, geführt hatte. So waren die ersten Produkte des Werkes einige der Modelle des Typ 114, die als CKD-Bausätze zur Montage angeliefert worden waren. 1980 wurden diese schließlich durch die überarbeitete 3er-Serie ersetzt. In der Folge erschien die zweite Generation der 3er-Serie Mitte der Achtzigerjahre. Anders als in Europa wurden die hiesigen Modelle bis kurz vor die Jahrtausendwende weiterhin gebaut und rangierten im Modellprogramm parallel zum moderneren E36. Zum Jahreswechsel wurden diese durch die vierte Generation ersetzt. Nach abschwächender Nachfrage trat schließlich die 5er-Serie an die Stelle. Nach einem Umbau durch eine Investition des BMW-Konzerns konnte am 5. Februar 2008 die eigene Produktion von Fahrzeugteilen, insbesondere der der Karosserie, beginnen. Doch bereits im Jahr darauf wurde das Modell durch die aktuelle 3er-Serie abgelöst. Nach einer weiteren Investition, mit der eine zweite Montagelinie errichtet worden war, wurde im Frühjahr 2011 auch die Produktion der 5er-Serie fortgeführt.

### Produktion der PSA
In den Siebzigerjahren nahm schließlich auch die französische PSA Peugeot Citroën über die Regierungsebene ihre Verhandlungen auf. So lief 1979 die vollständige Produktion des Citroën GSA Pallas im Werk der Gaya Motor an, welche zu jener Zeit der einzige staatliche Automobilproduzent Indonesiens war. Anders als in Europa handelte es sich bei der indonesischen Version um eine Mischform zwischen GS und dem späteren GSA.
An den Erfolg der Marke Citroën wollte schließlich Peugeot anknüpfen, die die Nachfolge gleich mit zwei Pkw-Modellen stellte, die aber alle wieder ausschließlich montiert wurden. Dies war zum einen der Kleinwagen 205 und zum zweiten die Mittelklasselimousine 505. Auf derselben Plattform baute auch der zwei Jahre später eingeführte und zeitgemäßer gehaltene 405 auf. Die Nachfolge der Stufenhecklimousine trat schließlich 1999 der 406 an. Der Kleinwagen dagegen entfiel und wurde durch den Minivan 806 ersetzt. Dieser sollte insbesondere gegen die in Asien beliebten Minivans der Marken Nissan und Toyota antreten. Da der französische Markenname im asiatischen Raum aber nahezu unbekannt ist, wurde es nur ein Nischenmodell. Entsprechend diesem Rückschlag stellte der Nachfolger ab 2003 wieder ein Kleinwagen. Der 206 sollte das Image in der Region aufpolieren. Um das Ziel zu erreichen, entschied man sich, das Fahrzeug erneut in der ASEAN-Region komplett herzustellen. Die Wahl dafür fiel zum einen auf Gaya Motor und zum anderen auf die malaiische Naza Corporation, die beide jeweils 50 Prozent der verbauten Fahrzeugteile herstellen und sich die Produktion damit teilen. 2008 wurde das Modell durch den 308 ersetzt, der wiederum ausschließlich als CKD-Bausatz angeliefert wurde.
Eine erneute Produktion von Peugeot-Modellen lief im Werk im Frühjahr 2011 an. So rollt hier nun das in Indonesien seit Längerem angebotene Modell 207 vorwiegend als Hatchback (Kleinwagen) wie auch als Sédan (Stufenhecklimousine) vom Band. Um weitere Kundenschichten zu gewinnen, wird in kleinerer Zahl aber auch der Kombi sowie das Coupé-Cabriolet montiert. Die Nachfolge des erfolglosen 806 trat zur selben Zeit der neue Expert an, dessen Fahrzeugteile teilweise aus indonesischer Produktion stammen sollen. Die Peugeot-Modelle werden in Indonesien ebenfalls über das Vertriebsnetzwerk der PT. Tjahja Sakti Motor vermarktet.